# George J. Mitchell
George J. Mitchell (Waterville, 1933. augusztus 20. –) az Amerikai Egyesült Államok szenátora (Maine, 1980–1995).